# Paa Joe
Paa Joe, pseudonimo di Joseph Tetteh-Ashong (Akuapim, 1947), è un artista ghanese, considerato il più importante artista della sua generazione di bare personalizzate del Ghana. Le sue opere sono nelle collezioni di molti musei in tutto il mondo, su tutti il British Museum di Londra.

## Biografia
Nato nel 1947 nella regione di Akwapim (Ghana), Paa Joe inizia con 15 anni il suo apprendistato a Teshie coll'artista di fama Seth Kane Kwei (1924-1992). Dal 1976 Paa Joe lavora nel suo proprio laboratorio a Nungua dove fa soprattutto delle bare figurative, ma anche delle lettighe personalizzate che i mantsemei o rei Ga usavano e sempre usano per farsi portare durante le loro cerimonie.
Paa Joe partecipava insieme con Seth Kane Kwei 1989 alla mostra di fama “Les Magiciens de la terre” a Parigi. Nel 2007 il suo collaboratore Kudjoe Affutu apre il suo proprio studio ad Awutu e Paa Joe sposta il suo laboratorio da Nungua a Pobiman. Nel suo nuovo laboratorio lavora insieme coi suoi figli Giacobbe e Isacco.

## Mostre (selezione)
- 2017 Fondation Cartier Paris
- 2012 Brooklyn Museum
- 2012 Southbank,UK
- 2011 Salon 94 New York
- 2010/16 "Living and Dying Gallerie" British Museum London
- 2010 Jack Bell Gallery, Londra
- 2007/2008 Six Feet under, Deutsches Hygiene-Museum, Dresden
- 2006 Melbourne Festival
- 2006 Six Feet under, Kunstmuseum Berna
- 2005 Jack Shainman Gallery, New York City
- 2003 Schokolade, die süsse Verführung, Museo delle culture, Basilea
- 2002 Autolust, Stapferhaus Lenzburg
- 1989 Les Magiciens de la terre, Centre Pompidou, Parigi

## Film
2016: "Paa Joe & the Lion" un film Artdocs di Anna Griffin e Benjamin Wigley, Nottingham, GB.